# Reprezentacja Ukrainy w tenisie kobiet
Reprezentacja Ukrainy w tenisie kobiet – zespół kobiet, biorący udział w imieniu Ukrainy w meczach i sportowych imprezach międzynarodowych w tenisie, powoływany przez selekcjonera, w którym mogą występować wyłącznie zawodnicy posiadający obywatelstwo ukraińskie. Za jego funkcjonowanie odpowiedzialny jest Ukraiński Związek Tenisa Ziemnego (FTU).

## Historia
Swój pierwszy oficjalny mecz reprezentacja Ukrainy rozegrała w 1993 roku w rozgrywkach Pucharu Federacji. Najwyższym osiągnięciem jest ćwierćfinał Grupy Światowej na Fed Cup 2010 i Fed Cup 2012.

## Rekordziści drużyny
| Najwięcej zwycięstw we wszystkich grach | 27-11 | Ołena Tatarkowa                    |
| Najwięcej zwycięstw w grze pojedynczej  | 17-7  | Ołena Tatarkowa                    |
| Najwięcej zwycięstw w grze podwójnej    | 18-6  | Olha Sawczuk                       |
| Najlepsza para                          | 6-1   | Kateryna Bondarenko / Olha Sawczuk |
| Najwięcej gier w turnieju               | 27    | Ołena Tatarkowa                    |
| Najdłużej lat w turnieju                | 12    | Olha Sawczuk                       |